# Raión de Kíchmengski Gorodok
El raión de Kíchmengski Gorodok (ruso: Ки́чменгско-Городе́цкий райо́н) es un distrito administrativo (raión) ruso perteneciente a la óblast de Vólogda. Se ubica en el este de la óblast. Su capital es Kíchmengski Gorodok.
En 2023, el raión tenía una población de 14 475 habitantes. El raión es limítrofe al noreste y este con la óblast de Kírov, y al sureste con la óblast de Kostromá. Su territorio es completamente rural.

## Subdivisiones
Comprende 341 localidades rurales. Tan solo tres de ellas superan los quinientos habitantes, y la mitad de la población del raión vive en la conurbación que forman las dos más pobladas (Kíchmengski Gorodok y Yugski). Debido a esta concentración poblacional, desde 2022 el autogobierno local del raión toma la forma jurídica de ókrug municipal, de forma que un solo ayuntamiento con sede en Kíchmengski Gorodok ejerce su jurisdicción sobre todo el raión.
Antes de 2022, el raión se dividía en tres asentamientos rurales. Dos de ellos tenían la capital en Kíchmengski Gorodok, y recibían los nombres de "Gorodétskoye" y "Kíchmengskoye", que comprendían respectivamente las áreas ubicadas en el oeste y centro del raión. El tercer asentamiento rural era el de Nizhni Yenangsk, que comprendía el tercio oriental del raión.